# Rejon Binəqədi
Binəqədi rayonu – jeden z 12 rejonów miasta Baku, położony w północno-zachodniej części półwyspu Apszerońskiego. Graniczy z rejonami miejskimi: Yasamal, Nəsimi, Qaradağ, Nərimanov oraz z rejonem Azerbejdżanu Apszeron. W 2020 r. rejon zamieszkiwało na stałe 267 551 osób.

## Historia
Rejon Binəqədi w Baku ustanowiono w 1920 r. pod nazwą Kirov rayonu (Rejon Kirowski). 29 kwietnia 1992 r. decyzją Zgromadzenia Narodowego zmieniono nazwę rejonu na Binəqədi.

## Podział administracyjny
W ramach rejonu funkcjonują osiedla:
- Rəsulzadə
- Biləcəri
- Binəqədi
- Xocəsən
- Sulutəpə
- 28 May

Poza tym rejon Binəqədi dzieli się na 4 mikrorejony: nr 6, nr 7, nr 8 i nr 9, a także na 6 gmin.

## Transport
Przez rejon przebiega linia nr 2 i linia nr 3 bakijskiego metra. Na obszarze rejonu leżą stacje Dərnəgül, Azadlıq prospekti, Avtovağzal i Memar Əcəmi 2.